# Heidrun Hiemer

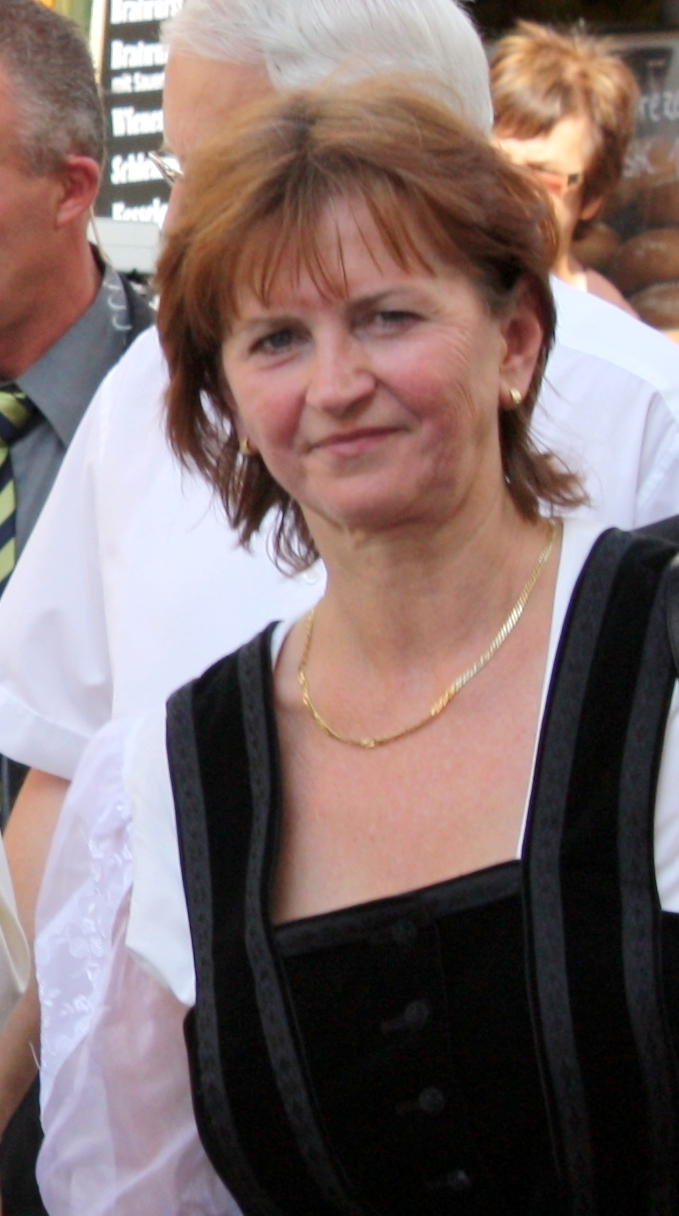
Heidrun Hiemer, 2009

Heidrun Hiemer geborene Auerswald (* 7. Juni 1952 in Grünhain) ist eine deutsche Kommunalpolitikerin (CDU). Vom 1. August 2001 bis 30. Oktober 2020 war sie als erste Frau Oberbürgermeisterin von Schwarzenberg/Erzgeb. (Sachsen). 2024 wurde Hiemer für die Verdienste um die Stadt während ihrer Amtszeit als Oberbürgermeisterin das Ehrenbürgerrecht verliehen, das 2001 zum letzten Mal verliehen wurde.

## Jugend, Ausbildung und Beruf
Der Vater von Heidrun Hiemer, Heinrich Auerswald, war Bürgermeister in Grünhain. Sie legte ihr Abitur an der Erweiterten Oberschule „Bertolt-Brecht“ in Schwarzenberg ab. Hiemer diplomierte sich als Ingenieur-Ökonomin. 1984 trat Hiemer in die CDU ein. Seit 1990 war Hiemer im Rathaus als Sachgebietsleiterin Bauplanung tätig. 1996 legte sie berufsbegleitend die Prüfung zur Verwaltungsfachwirtin ab.

## Bürgermeisterin
Bei der Bürgermeisterwahl am 10. Juni 2001 erhielt Heidrun Hiemer (CDU) im ersten Wahlgang 52,9 % der Stimmen. Vorgänger im Amt war Klaus Knauer (CDU). Ihr Amt als Oberbürgermeisterin von Schwarzenberg/Erzgeb. trat sie am 1. August 2001 an. Am 8. Juni 2008 wurde sie mit 72,9 % der Stimmen im Amt bestätigt. Sie setzte sich dabei gegen Hubert Protzel (Die Linke) durch. Für die dritte Amtsperiode wurde Hiemer 2015 mit 72,6 % der Stimmen gewählt. Dabei traten Martin Kandt (FDP) und Christian Becher (AfD) gegen sie an. Am 23. Januar 2020 kündigte Hiemer aus privaten Gründen nach 19 Jahren Amtszeit die vorzeitige Niederlegung ihres Amtes an. Ihre Amtszeit hätte regulär bis Ende Juli 2022 gedauert. Die Wahl fand wegen der Corona-Pandemie verspätet am 20. September 2020 statt. Der Nachfolger Ruben Gehart (CDU) wurde im 2. Wahlgang am 11. Oktober 2020 mit 49,4 % der Stimmen gewählt.
Am 23. Oktober 2020 wurde Hiemer als Bürgermeisterin verabschiedet.
In der Amtszeit von Heidrun Hiemer traten das Schwarzwasser und seine Zuflüsse zweimal über die Ufer. 2002 brach das Jahrhunderthochwasser über Schwarzenberg herein. Auch 2013 blieb Schwarzenberg nicht vom Hochwasser verschont. Die entstandenen Schäden wurden mit Bundes- und Landesmitteln behoben.

### Haushalt und Stadtentwicklung
Am Ende von Hiemers Amtszeit konnte Schwarzenberg/Erzgeb. eine stabile Haushaltslage vorweisen. Während ihrer Amtszeit war es gelungen, zahlreiche neue Investitionen in allen Bereichen des Stadtlebens möglich zu machen.
Der Stadtumbau mit Stadtteilplatz in der Sonnenleithe wurde realisiert, die Grund- und Förderschule wurde saniert. Mit dem Sonnenbad hat Schwarzenberg ein neues Hallenbad bekommen; das alte städtische Schwimmbad war 2005 aus Kostengründen abgerissen worden. Durch das Bad in der Sonnenleithe haben die Schwarzenberger Schüler wieder die Chance Schwimmen zu lernen und Wettkämpfe auszutragen.
Marode Gebäude sind aus dem Stadtbild verschwunden und drei Kreisverkehre und die grüne Welle auf der B101 sorgen für einen besseren Verkehrsfluss. Der moderne Schrägaufzug verbindet die Altstadt mit dem Hammerwegparkplatz. Noch im Oktober 2020 wurde der neu gestaltete Schlosspark mit Kunststeig eingeweiht.
Eine Investition in die Zukunft gelang Hiemer nach langen Planungen, indem sie den Ausbau des Hochgeschwindigkeitsbreitbandnetzes in den Ortschaften der Stadt Schwarzenberg auf den Weg gebracht hat. Am Montag, den 20. April 2020, wurde mit den ersten Baumaßnahmen zur Verlegung der Glasfaserkabel begonnen.

### Gedenkfeiern und Großereignisse
2005 wurde der 60. Jahrestag der „Freien Republik Schwarzenberg“ gefeiert. Hiemer unterstützte eine Würdigung der damaligen Ereignisse in Symposien und Fachvorträgen, wollte aber nicht, dass die negativen Begebenheiten verschwiegen werden. Außerdem war ihr Vorschlag, Freie Republik in einem Rollenspiel zu spielen. Damit löste sie in einigen Teilen der Bevölkerung Protest aus.
2009 erhielt der Zentralfriedhof von Schwarzenberg im Rahmen der großen Preisverleihung auf dem ZDF-Fernsehgartengelände den Sonderpreis des Bundes deutscher Friedhofsgärtner (BdF). Die Jury war von dem Konzept der Weiterentwicklung des gut 40 Jahre alten Friedhofes sehr beeindruckt.
Für den Tag der Sachsen 2013 stellte Schwarzenberg ein großes Festgelände zur Verfügung: Getragen wurde die Veranstaltung vom Kuratorium Tag der Sachsen, dem Vertreter von 136 sächsischen Verbänden und Vereinen angehören. Mehr als 450 Vereine präsentierten die Ergebnisse ihrer ehrenamtlichen Tätigkeit. Handwerker, zeigten ihre Handwerkskunst. Konzerte und Mitmachsshows wurden ebenso wie Themenstraßen angeboten. Eine 1. Sächsische Erfinderstraße gab Gelegenheit, auf große und kleine sächsische Erfindungen hinzuweisen.
Nach einer 20-jährigen Forschungs- und Antragszeit ernannte das UNESCO-Welterbekomitee am 6. Juli 2019 die Montanregion Erzgebirge/Krušnohoří zum Welterbe. Auf dem Gemeindegebiet von Schwarzenberg liegen die dazugehörigen Bergbaulandschaften Eibenstock und Roter Berg.

### Ämter im Zusammenhang mit dem Bürgermeisteramt
Im Zuge der Entwicklung der Firmengruppe Wasserwerke Westerzgebirge übernahm Hiemer 2001 folgende Ämter:
- Stellvertretende Verbandsvorsitzende des Zweckverbands Wasserwerke Westerzgebirge. Wolfgang Leonhardt (CDU), Bürgermeister von Zschorlau, übernimmt ab 1. November 2020 das Amt.[26]
- Stellvertretende Aufsichtsratsvorsitzende der Wasserwerke Westerzgebirge GmbH
- Mitglied des Aufsichtsrats der Vererdungsanlagen Westerzgebirge GmbH

## Weiteres Engagement
Hiemer bleibt Kreisrätin bis zum Ende der Wahlperiode 2024.
Hiemer engagierte sich schon während ihrer Amtszeit in einer Reihe von Vereinen und Verbänden. Dieses Engagement will sie auch als Bürgermeisterin a. D. weiter wahrnehmen: Sie ist aktives Mitglied im Erzgebirgszweigverein und im Verein Freunde Schwarzenberger Kirchenmusik. Seit 2005 ist sie Mitglied im Vorstand des Deutschen Wanderverbands als Vizepräsidentin und Sprecherin der Landesarbeitsgemeinschaft Wandern. Außerdem möchte sie sich im Ruhestand für das Museum Perla Castrum engagieren, für dessen Umgestaltung und Neuausrichtung sie sich schon während ihrer Amtszeit eingesetzt hatte.

## Ehrungen
- 2010: Botschafter des Erzgebirges[29]
- 2023: Ehrenmedaille des Landestourismusverbandes Sachsen[30]
- 2024: Goldene Ehrennadel des Deutschen Wanderverbands[31]
- 2024: Ehrenbürgerrecht der Großen Kreisstadt Schwarzenberg/Erzgebirge und Ehrennadel „Schwarzenberger Edelweiß“[2][12]
- 2025: Sächsische Verfassungsmedaille[32]